# Graeme Obree
Graeme Obree (født 11. september 1965 i Nuneaton, Warwickshire, England) er en engelsk/skotsk tidligere cykelrytter med speciale i individuelt tempoløb, som satte timerekord to gange på bane i henholdsvis 1993 og 1994 og blev verdensmester i fire kilometer forfølgesesløb to gange.
Han var kendt for sin usædvanlige sidde-position og cykel af egen konstruktion, som omfattede dele fra en vaskemaskine. Obree lider af bipolar affektiv sindslidelse, og har forsøgt at begå selvmord tre gange. I 2003 udgav han selvbiografien The Flying Scotsman, der tre år senere blev filmatiseret med Jonny Lee Miller i rollen som Obree.

## Karriere
Obree har tilbragt det meste af sit liv i Skotland og betragter sig selv som skotte. Han var som yngre den lokale tempospecialist.
Hans første konkurrence var et enkeltstartsløb på 10-miles, ca. 16,520 km, hvor han deltog i den usædvanlige påklædning shorts, anorak og Doc Martens-støvler. I denne konkurrence var Obree af den opfattelse at start og mål var samme sted og stoppede hvor han havde startet, ca. 100 meter før det rigtige mål. Han påbegyndte skift af klæder, men blev kontaktet af en official og anmodede ham om at fortsætte. Trods dette handicap fuldførte han på den rigtige side af 30 minutter.
Obree var plaget af depression og prøvede på at begå selvmord ved at gasse sig selv. Han ble reddet af sin far som kom tidligt hjem fra arbejde. Senere tog han en overdosis aspirin, som han skyllede ned med vand fra en vandpyt. Obree sniffede gas som yngre.
En cykelforretning som Obree påbegyndte, var ingen succes og måtte lukke. Med god tid til rådighed påbegyndte han hård træning for at gøre et forsøg på at slå banerekorden for en times kørsel på bane, som i de foregående ni år havde tilhørt italieneren Francesco Moser med distancen 51.151 kilometer.
Obree udtalte:
Rekorden har fascineret mig siden Moser brød den. et var den ultimative prøve, ingen trafik, ene mand på en bane mod uret. Jeg sagde ikke til mig selv at jeg ville prøve at slå rekorden. Jeg sagde, jeg vil slå rekorden. Når du har ryggen mod muren kan du sige, det er ikke så godt eller du kan sige, jeg vil gøre det, hvilket Jeg besluttede mig at gøre. Jeg havde så godt som slået rekorden.

### Cyklen
Obree havde selv bygget en usædvanlig cykel i sin cykelforretning. Eksempelvis havde han i stedet for det traditionelle racerstyr påmonteret et styr som mere lignede et styr til en mountainbike. Styret blev anbragt tættere på sadlen end normalt, hvilket betød at det var placeret under brystet under kørslen og med albuerne presset ind til kroppen som en skihopper.
Ved at betragte en vaskemaskine i drift ved 1.200 omdrejninger pr. minut, mente han at de i maskinen anvendte kuglelejer var af høj kvalitet, hvilket fik ham til at demontere maskinen og anvende lejerne herfra på sin cykel. Obree kaldte sin cykel Old Faithful, som blev opbygget med en meget smal krank, for at bringe benene tættere sammen, hvilket formindskede luftmodstanden. Cyklen havde ikke noget overrør.

### Rekorden
Obree angreb Mosers rekord på cykelbanen i Hamar, Norge den 16. juli 1993. Det lykkedes ikke at slå rekorden, han manglede næsten en kilometer.
Obree havde lejet banen i 24-timer og besluttede at komme igen næste dag for et nyt forsøg hvor han 
brød rekorden, med distancen 51,596 km.
Obrees rekord holdt mindre end en uge. Den olympiske guldmedaljevinr, Chris Boardman, brød rekorden den 23. juli 1993, i Bordeaux, Frankrig, med distancen 52,270 km.
Den 27. april 1994 satte Obree ny rekord i timekørsel på banen i Bordeaux, med distancen 52,713 km. Denne rekord blev slået den 2. september 1994 af den spanske Tour de France vinder Miguel Indurain.
Obree var amatør da han satte sine timerekorder.

### Andre topresultater
Obree blev verdensmester i 4.000 meter forfølgesesløb i henholdsvis 1993 og 1995.

### Professionel
I 1994 løste professionelt licens i 1994 og tegnede kontrakt med et mindre fransk cykelhold Le Groupement, men blev fyret på grund af kontraklig misvedligeholdelse.

## Filmografi
- The Flying Scotsman med Johnny Lee Miller i hovedrollen som Obree (2006).